# DIDO1
DIDO1‏ (Death inducer-obliterator 1) هوَ بروتين يُشَفر بواسطة جين DIDO1 في الإنسان.